# 尼古拉斯·冯·法尔肯霍斯特

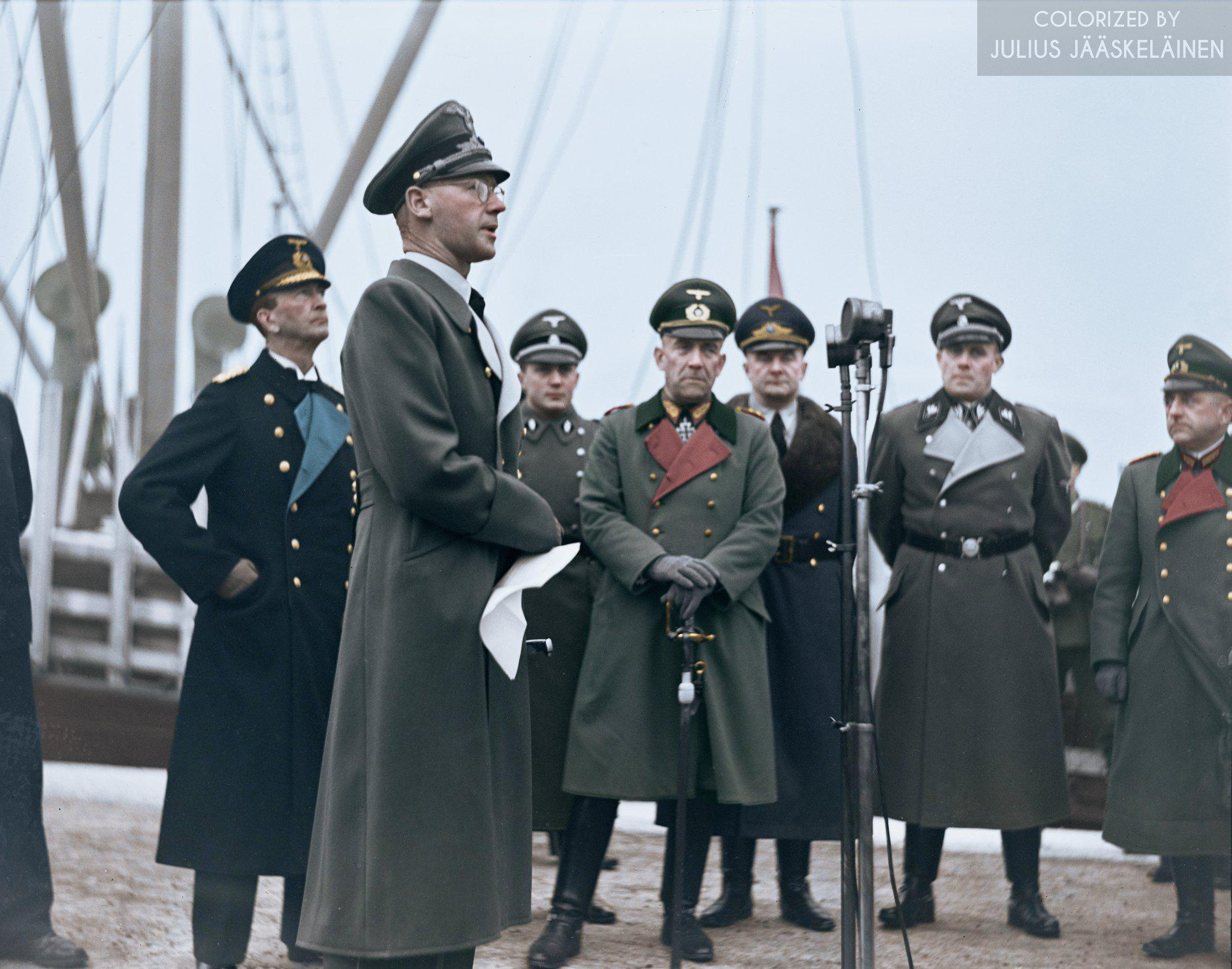
1940年圣诞节前，一艘载有德国士兵圣诞礼物的“圣诞船”（德语：Weihnachtsschiff）抵达奥斯陆港口。德国占领和第二次世界大战期间吉斯林政权期间的挪威总督约瑟夫·特博文将这批货物交给尼古拉斯·冯·法尔肯霍斯特，他是1940年至1944年间驻挪威德国军队的指挥官

尼古拉斯·冯·法尔肯霍斯特（德語： 1885年1月17日—1968年6月18日）第二次世界大战纳粹德国将军、战争罪犯，曾参与筹划和指挥入侵丹麦的威悉演习行动，1940年至1944年为驻挪威德国占领军司令。战后受到英国和挪威的审判，因战争罪判处死刑，后改为20年徒刑，1953年提前出狱。
| 军职      | 军职                                           | 军职                      |
| --------- | ---------------------------------------------- | ------------------------- |
| 前任： 无 | 第32步兵师师长 1936年10月1日 – 1939年7月19日   | 繼任： 弗朗茨·伯梅中将    |
| 前任： 无 | 第21军军长 1939年8月10日 – 1940年12月19日      | 繼任： 无                 |
| 前任： 无 | 挪威集团军司令 1940年12月19日 – 1944年12月18日 | 繼任： 编入第20山地集团军 |